# Oblast H I
Oblast HI je mezihvězdný oblak složený z neutrálního vodíku. Tyto oblasti jsou opticky zcela neaktivní, nezáří ani nepohlcují záření, ale jsou detekovatelné, jelikož molekuly, které jsou přítomny v malém množství, emitují záření v 21 cm oblasti (1 420 MHz) rádiového spektra i při nízkých teplotách (záření na vlnové délce 21 cm je málo pohlcováno, výzkumem těchto oblastí se dozvídáme o struktuře galaxií a vesmíru). Při ionizaci, kde oblasti HI kolidují s expandujícím ionizovaným plynem, například s H II oblastí, svítí jasněji. Stupeň ionizace v neutrální oblasti HI je velmi nízký (1:10 000), ale plazmoví fyzici ji považují za slabě ionizované plazma.
Mapování emisí HI radiotelekopy je technika, která určuje strukturu spirálních galaxií. Je určena také na mapování gravitačních poruch mezi galaxiemi. Když kolidují dvě galaxie, vyvrhuje se materiál, což umožňuje astronomům určit, jak se galaxie pohybují.